# Pomatoschistus quagga
Il ghiozzetto quagga (Pomatoschistus quagga) è un pesce di mare appartenente alla famiglia Gobiidae.

## Distribuzione e habitat
È endemico del mar Mediterraneo. 

Vive su fondi ricchi di vegetazione (come Zostera o Cymodocea nodosa) con ampi spazi sabbiosi a profondità minori di 10 metri.

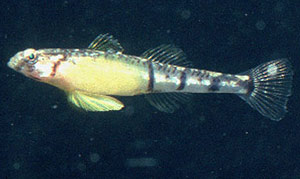
Un esemplare femminile

## Descrizione
Appare simile agli altri Pomatoschistus da cui si può (non sempre)  distinguere attraverso i seguenti caratteri:
- la testa è slanciata e dotata di occhi grandi
- il bordo posteriore della pinna caudale è tronco con una piccola intaccatura centrale
- c'è sempre una banda scura sull'opercolo branchiale
- il maschio ha 4 linee verticali nera sui fianchi mentre la femmina ne ha solo 3 ma ha il ventre e le pinne pettorali gialle

Non supera i 4 cm.

## Alimentazione
Si nutre di piccoli crostacei.

## Biologia
Talvolta nuota in acque libere. Gregario.

## Pesca
Del tutto occasionale.